# Tlmače
Tlmače es un municipio del distrito de Levice en la región de Nitra, Eslovaquia, con una población estimada a final del año 2024 de 3507 habitantes.
Se encuentra ubicado al este de la región, cerca de los ríos Ipeľ y Hron (ambos, afluentes izquierdos del Danubio) y de la frontera con la región de Banská Bystrica.

## Demografía
| Año        | 1994 | 2004     | 2014     | 2024    |
| ---------- | ---- | -------- | -------- | ------- |
| Población  | 5440 | 4226     | 3712     | 3507    |
| Diferencia |      | −22,31 % | −12,16 % | −5,52 % |

| Año        | 2023 | 2024    |
| ---------- | ---- | ------- |
| Población  | 3542 | 3507    |
| Diferencia |      | −0,98 % |